# 三月十八日广场
52°30′58.5″N 13°22′38.2″E / 52.516250°N 13.377278°E
三月十八日广场，位于德国勃兰登堡门的西侧，六月十七日大街东端。它是离勃兰登堡门最近的能够通行汽车的地方。该地是一个热门的旅游参观地，也是德国许多重大事件与集会的发生地。三月十八日广场的命名是为了纪念1848年3月18日的德国三月革命和1990年3月18日民主德国的第一次人民议会自由选举。

## 名称变化
- 勃兰登堡门前广场(Platz vor dem Brandenburger Tor) (1934年)
- 兴登堡广场（Hindenburgplatz） (1934年至1958年；保罗·冯·兴登堡去世后命名)
- 勃兰登堡门前广场（Platz vor dem Brandenburger Tor） (西柏林, 1958年至2000年)

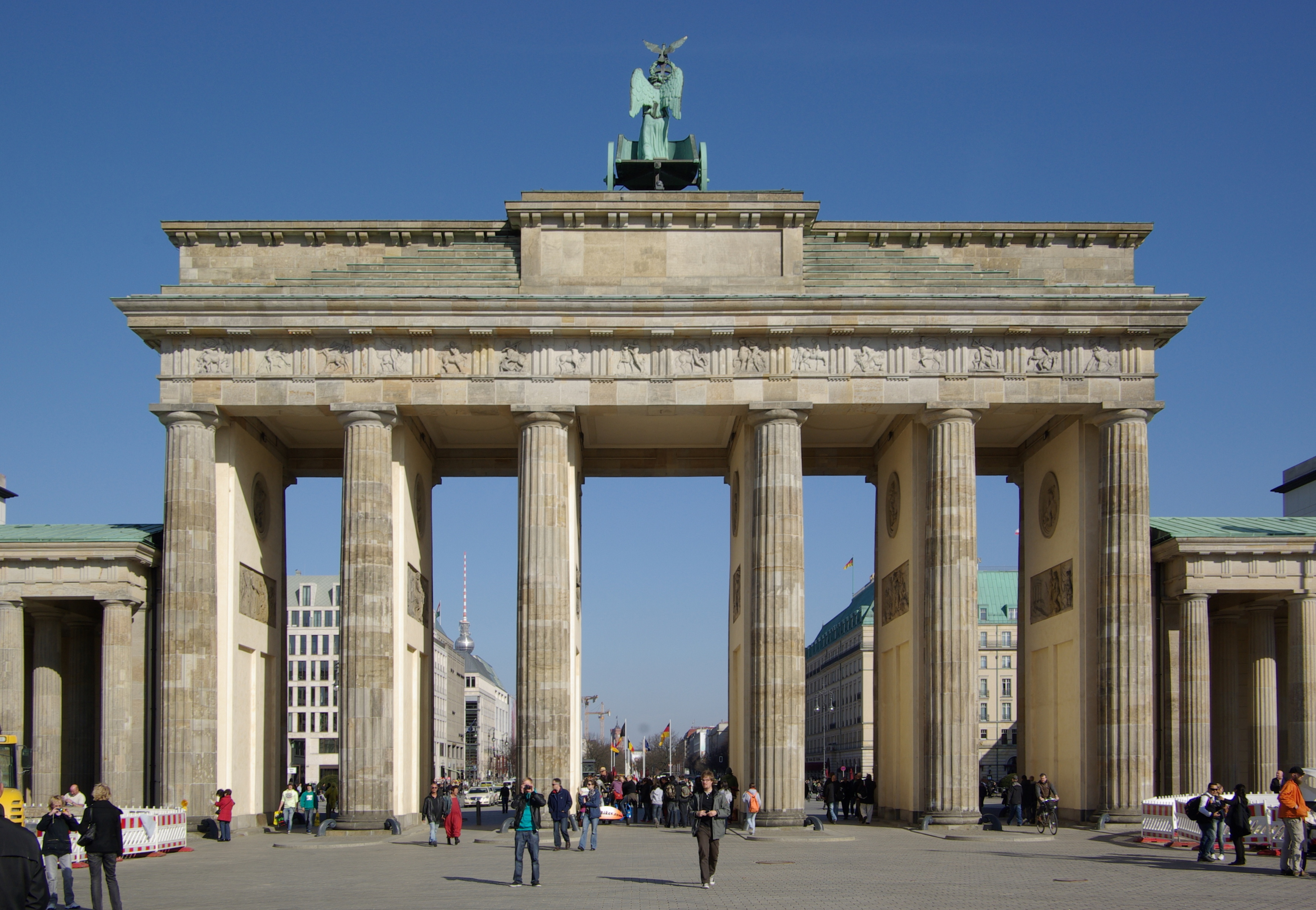
三月十八日广场与勃兰登堡门

- 三月十八日广场（Platz des 18. März） (2000年6月15日起)